# Seznam slovenskih orkestrov
Seznam slovenskih orkestrov.

## Simfonični orkestri
- Simfonični orkester Slovenske Filharmonije
- Simfonični orkester RTV Slovenija
- Orkester SNG Opera in balet Ljubljana
- Simfonični orkester SNG Maribor
- Mariborska filharmonija (prenehala z delovanjem)
- Mladinski (mednarodni) simfonični orkester NOVA filharmonija (Nova Gorica - Glasbeno društvo NOVA)
- Simfonični orkester Domžale-Kamnik
- Simfonični orkester Akademije za glasbo v Ljubljani
- Orkester Grex Symphoniacorum Univerze v Ljubljani
- Orkester Gimnazije Kranj
- Simfonični orkester GŠMK Novo mesto
- Orkester Simfonika Vrhnika
- Simfonični orkester Glasbene šole Ribnica

## Komorni in godalni orkestri
- Komorni orkester Camerata Labacensis
- Ljubljanski zdravniški orkester Camerata Medica
- Komorni orkester Carnium
- Komorni orkester Gaudeamus
- Komorni orkester NOVA
- Obalni komorni orkester
- Orkester Academia Sancti Petri
- Komorni orkester Slovenicum
- Komorni orkester Vrhnika  - glej Orkester Simfonika Vrhnika
- Komorni godalni orkester Amadeus
- Celjski godalni orkester
- Komorni godalni orkester Slovenske filharmonije
- Revijski orkester Divertimento

## Pihalni orkestri
- Godba na pihala Slovenske Konjice
- Pihalni orkester Litija
- Policijski pihalni orkester
- Orkester Slovenske vojske
- Pihalni orkester Bežigrad
- Pihalni orkester Ilirska Bistrica
- Pihalni orkester Ljubljana - Vič
- Pihalni orkester Koper
- Pihalni orkester KUD Pošta Maribor
- Mladinski pihalni orkester Celje
- Pihalni orkester Kovinoplastika Lož
- Pihalni orkester Krka
- Goriški pihalni orkester
- Pihalni orkester Izola
- Mladinski pihalni orkester Piran
- Pihalni orkester Prevalje
- Pihalni orkester Železarne Ravne
- Pihalni orkester Premogovnika Velenje
- Papirniški pihalni orkester Vevče
- Pihalni orkester radeških papirničarjev - PORP
- Pihalni orkester Videm Krško
- Rudarska godba Hrastnik
- Delavska godba Trbovlje
- Pihalni orkester Vrhnika
- Gasilski pihalni orkester Loče pri Dobovi
- Pihalni orkester Šentjur
- Godbeno društvo rudarjev Idrija
- Godba Cerknica
- Pihalni orkester Glasbene šole Grosuplje
- Kulturno umetniško društvo - Ribniški pihalni orkester Arhivirano 2012-07-14 na Wayback Machine.
- Godba slovenskih železnic
- Pihalni orkester DKD Svoboda Senovo
- Pihalni orkester Salonit Anhovo Arhivirano 2021-03-07 na Wayback Machine.
- Pihalni orkester Jesenice-Kranjska Gora Arhivirano 2017-06-08 na Wayback Machine.
- Godba Ruše z marionetno skupino
- Univerzitetni pihalni orkester Ljubljana
- Godba Lukovica
- Mestna godba Kamnik
- Pihalni orkester Logatec
- Pihalni orkester Tržič
- Pihalni orkester Vogrsko
- KUD Občinski pihalni orkester Trebnje
- Prvačka pleh muzika
- KUD Občinski pihalni orkester Sv. Rupert
- Mladinski pihalni orkester Viva
- Pihalni orkester Tolmin
- KUD Pihalni orkester Litostroj
- Godba Domžale
- Pihalni orkester Vrhpolje
- Pihalni orkester Glasbene šole RIbnica
- Pihalni orkester Svea Zagorje
- Godba na pihala Nova Cerkev
- Pihalni orkester občine Šenčur

## Mandolinski orkestri
- Orkester Mandolina Ljubljana

## Tamburaški orkestri
- Tamburaški orkester Tamburjaši
- Tamburaški orkester Prosvetnega društva Cirkovce
- Tamburaški orkester Prosvetnega društva Ruda Sever Gorišnica
- Tamburaški orkester Dobreč
- Tamburaški orkester Kašarji
- Tamburaški orkester Drotmantaši
- Tamburaši iz Cirkulan
- Tamburaški orkester Iskraemeco
- Tamburaški orkester KUD Majšperk
- Tamburaški orkester Šmartno
- Tamburaški orkester KD F. Prešerna  Videm pri Ptuju

## Harmonikarski orkestri
- Orkester slovenskih učiteljev harmonike
- Društvo klavirskih harmonikov Obmurski fantje
- Harmonikarski orkester Prežihov Voranc - Ravne
- Črnjanski harmonikaši
- Harmonikarski orkester KD muslimanov Biser Jesenice

## Jazzovski orkestri
- Big Band RTV Slovenija  (Big Band RTV Ljubljana, PORL - Plesni orkester Radia Ljubljana)
- Big Band DOM
- Big band Grosuplje
- Big Band Hrošči
- Big band Krško
- Big Band Murska Sobota
- Big Band Radovljica
- Big band Vrhnika
- Big band Zagorje
- Big band NOVA
- Toti Big Band
- Ljubljanski Jazz Ansambel
- Greentown Jazz Band
- Big band Cerknica
- Big band SGBŠ Maribor
- Extra Band GŠ Celje
- Big band Akademije za glasbo
- Jazz Punt Big Band
- Big band Šentjur
- Wonderbrass bigband Logatec
- Big band Orkestra Slovenske vojske
- Robert Vatovec Big Band

## Kitarski orkestri
- Kitarski orkester Ljudmila Rusa
- Kitarski orkester Medicinske fakultete

## Šolski orkestri
- Pihalni orkester OE GŠ KGBL
- Godalni orkester OE GŠ KGBL
- Kitarski orkester OE GŠ KGBL
- Simfonični orkester OE SGBŠ KGBL
- Pihalni orkester OE SGBŠ KGBL
- Mladinski simfonični orkester GŠ Celje
- Pihalni orkester glasbene šole Ilirska Bistrica
- Mladinski simfonični orkester GŠ Marjana Kozine, Novo mesto
- Simfonični orkester GŠ Risto Savin Žalec
- Veliki simfonični orkester Gimnazije Kranj
- Simfonični orkester Gimnazije Vič
- Godalni orkester Glasbene šole Ribnica
- Simfonični orkester Glasbene šole Ribnica
- Godalni orkester GA Tartini, Ljubljana